# BD-08°2823
BD-08°2823とは、太陽系から約140光年の距離にあるろくぶんぎ座の恒星である。視等級が9.9の暗い天体なので肉眼で見ることはできない。スペクトル型がK型に分類される橙色の主系列星で、2つの太陽系外惑星が発見されている。

## 性質
BD-08°2823は太陽より小さく低温の恒星で、太陽の7〜8割の質量と4750ケルビンの表面温度を持っている。彩層活動が活発なことがスペクトルの分析で示されており、このことは系外惑星の探査に必要な視線速度の計測に悪影響を及ぼしている。
BD-08°2823の周囲には、2010年時点で2つの太陽系外惑星が知られている。内側の惑星bは海王星級の質量を持った高温の惑星とみられ、5.6日周期で恒星を一周している。外側の惑星cは土星に匹敵する質量を持つガス惑星で、公転周期は238日である。これらの惑星は高精度視線速度系外惑星探査装置 (HARPS) を用いた2010年の Hébrard らの研究で見出された。
| 名称 （恒星に近い順） | 質量      | 軌道長半径 （天文単位） | 公転周期 (日) | 軌道離心率 | 軌道傾斜角 | 半径 |
| --------------------- | --------- | ----------------------- | ------------- | ---------- | ---------- | ---- |
| b                     | ≥0.045 MJ | 0.056                   | 5.60          | 0.15       | —          | —    |
| c                     | ≥0.33 MJ  | 0.68                    | 237.6         | 0.19       | —          | —    |